# Kurt Zipper
Kurt Zipper (* 16. März 1906 in Kolberg; † 1. Oktober 1952 in Moskau) war ein deutscher Politiker (LDPD). Von 1950 bis 1952 war er Mitglied der Volkskammer der DDR. Unter dem Vorwurf der Spionage für den amerikanischen Geheimdienst wurde er 1952 verhaftet und hingerichtet.

## Leben
Zipper wurde 1906 in Kolberg geboren. Nach der Schule machte er eine Ausbildung zum Telegrafisten. Von 1924 bis 1945 diente er als Berufssoldat, zuletzt im Rang eines Hauptmanns. Als technischer Verwaltungsbeamter des Nachrichtenaufklärungsdienstes des Heeres leitete er von 1942 bis 1945 eine funkbetriebstechnische Forschungsstelle. Gegen Kriegsende geriet er in amerikanische Kriegsgefangenschaft. Anschließend kehrte er nach Berlin zurück und trat 1946 der LDP(D) bei. Dort wurde er Kreissekretär von Berlin-Köpenick sowie Beisitzer im LDP-Landesvorstand Berlin. Ab 1947 arbeitete er als Buch- und Wirtschaftsprüfer des Bezirksamtes Köpenick. Zuletzt war er als Betriebs- und Preisprüfer im Finanzamt Berlin-Baumschulenweg für die Überwachung des Handels zuständig. Mit der Wahl vom 19. Oktober 1950 zog er als Berliner Vertreter der LDP in die Volkskammer ein.
Am 10. Mai 1952 wurde sein Sohn Horst (* 1932) unter dem Vorwurf der Spionage verhaftet. Dieser hatte zuvor gegen ein Taschengeld Kennzeichen sowjetischer Fahrzeuge notiert. In dem Glauben, als Volkskammer-Abgeordneter politische Immunität zu besitzen, wandte sich Kurt Zipper an die sowjetische Kommandantur. Dennoch wurde er 17. Mai 1952 verhaftet. Am 8. August 1952 verurteilte ihn das Sowjetische Militärtribunal (SMT) Nr. 48240 in Berlin-Lichtenberg wegen „Spionage für den amerikanischen Geheimdienst“ zum Tode.
Der Landesvorstand der LDP(D) schloss Kurt Zipper am 12. August 1952 von allen Parteiämtern aus. Das Volkskammermandat wurde ihm am 5. September 1952 aberkannt. Ein Gnadengesuch lehnte das Präsidium des Obersten Sowjets am 27. September 1952 ab. Man brachte ihn in das Moskauer Gefängnis Butyrka, in dem am 1. Oktober 1952 das Todesurteil vollstreckt wurde. Anschließend wurde er auf dem Moskauer Donskoi-Friedhof begraben. Am 31. Januar 2002 rehabilitierte die russische Militärstaatsanwaltschaft Kurt Zipper. 
Kurt Zipper war verheiratet und Vater von insgesamt sieben Kindern. Sein Sohn Horst wurde zunächst ebenfalls zum Tode verurteilt, später jedoch zu 25 Jahren Arbeitslager begnadigt; 1955 aus sowjetischer Haft entlassen, floh er nach West-Berlin. Erst im Jahre 2002 erhielt die Familie die Nachricht vom weiteren Schicksal Kurt Zippers.